# اندرو پازدر
اندرو «اندی» پازدر (انگلیسی: Andrew Puzder) مدیر عامل اجرایی رستوران‌های سی‌کی‌ئی است. او مدرک جی دی خود را در سال ۱۹۷۸ از مدرسه حقوق دانشگاه واشینگتن در سنت لوئیس که در آن دبیر ارشد مجله لا ریویو بود، دریافت کرد. او از سپتامبر سال ۲۰۰۰ رئیس و مدیرعامل ارشد اجرایی رستوران‌های سی‌کی‌ئی بوده است. سی‌کی‌ئی، شرکت والد رستوران‌های زنجیره‌ای چون کارلز جونیر و هاردیز است.
دونالد ترامپ رئیس جمهور منتخب آمریکا در روز ۸ دسامبر ۲۰۱۶ پازدر را برای تصدی وزیر کار ایالات متحده آمریکا انتخاب کرد. پازدر در ۱۵ فوریه پیش از برگزاری جلسه رای‌گیری در سنا انصراف خود را اعلام کرد.